# كمك غرغعلي (لوداب)
كمك غرغعلي (بالفارسية: کمک گرگعلی) هي قرية تقع في إيران في قسم لوداب الريفي. يقدر عدد سكانها بـ 31 نسمة بحسب إحصاء 2016.